# Atriplex taschereaui
Atriplex taschereaui là loài thực vật có hoa thuộc họ Dền. Loài này được Stace mô tả khoa học đầu tiên năm 1991.